# Міжнародний майстер з шахової композиції
Міжнародний майстер з шахової композиції — звання, що присвоюється пожиттєво за видатні творчі досягнення конгресами міжнародної федерації шахів (ФІДЕ) за представленням Постійної комісії ФІДЕ з шахової композиції (англ. PCCC). Право на присвоєння звання має композитор, який набрав в одному або декількох Альбомах ФІДЕ не менше 25 балів. За кожну опубліковану в Альбомі ФІДЕ задачу дається 1 бал, за етюд — 1,67 бала (Тбілісі, 1975). У випадку співавторства кількість балів (1 або 1,67 за задачу чи етюд відповідно) ділиться на кількість авторів і результат додається кожному з композиторів.

## Список міжнародних майстрів з шахової композиції[1]
| Рік  | Композитор |
| ---- | --- |
| 1959 | (Honoris causa) Олександр Гербстман † (СРСР), Сіріл Генрі Кіппінг †, Комінс Мэнсфілд † (обидва - Велика Британія), Ян Гартонг † (Нідерланди), Андре Шерон † (Швейцарія), Арнольдо Еллерман † (Аргентина) |
| 1960 | Генріх Каспарян †, Лев Лошинський † (обидва - СРСР), Владімір Пахман † (Чехословаччина) |
| 1961 | Елтьє Віссерман † (Нідерланди), Нільс ван Дейк † (Норвегія), Леонід Загоруйко †, Віталій Чеховер † (обидва - СРСР), Валентин Руденко † (Україна) |
| 1965 | Володимир Корольков † (СРСР), Бо Ліндгрен † (Швеція), Робін Меттьюз † (Велика Британія), Дьєрдь Парош † (Угорщина), Ненад Петрович † (СФРЮ) |
| 1966 | Володимир Брон † (СРСР), Алоїз Вотава †, Ганс Лепушютц † (обидва - Австрія), Артур Мандлер †, Їндржих Фрітз † (обидва - Чехословаччина) |
| 1967 | Аксель Акерблом † (Швеція), Дьєрдь Бакчі (Угорщина), Баррі Пітер Барнс (Велика Британія), Хрвоє Бартоловіч † (Хорватія), Яків Владіміров (СРСР), Адріано Кікко † (Італія), Карл Фабель †, Вернер Шпекман † (обидва - Німеччина), Вітольд Якимчик † (СРСР) |
| 1968 | Ганс Петер Рем (Німеччина), Якобус Гарінг † (Нідерланди) |
| 1969 | Тигран Горгієв † (Україна), Гія Надареішвілі †, Ернест Погосянц †, Віктор Чепіжний (всі - СРСР), Паулі Перконоя (Фінляндія), Джон Райс (Велика Британія), Карел Саммеліус † (Нідерланди), Вальдемар Тура (Польща) |
| 1971 | Кор Голдсхмедінг † (Нідерланди), Алоїз Йохандль † (Австрія), Йосиф Кріхелі †, Віталій Тявловський † (обидва - СРСР), Едуард Лівшиць (СРСР, Україна), Ілля Мікан † (Чехословаччина) |
| 1973 | Йозеф Брейєр † (Німеччина), Герардус Дрезе †, Пітер тен Кате † (обидва - Нідерланди), Ян Кньоппель † (Швеція), Рафаель Кофман †, Олександр Кузнєцов † (СРСР), Кнуд Ганнеман †, Ларс Ларсен (обидва - Данія), Еріх Цеплер † (Велика Британія) |
| 1974 | Гарольд Ломмер † (Іспанія), Штефан Шнайдер † (Австрія) |
| 1975 | Джеральд Андерсон † (Велика Британія), Олександр Казанцев †, Олексій Копнін †, Євген Умнов † (всі - СРСР), Петер Кніст †, Герард Латцель † (обидва - ФРН), Майндерт Німейєр † (Нідерланди) |
| 1976 | Вальтер Йоргенсен † (Норвегія), Міхаель Ліптон † (Велика Британія), Матті Міллініемі † (Фінляндія), Ян Русек † (Польща), Пал Фараго † (Румунія) |
| 1977 | Вацлав Гебельт † (СРСР), Ян Ханнеліус † (Фінляндія), Александр Хільдебранд † (Швеція), Едгар Холледей † (США) |
| 1979 | Пилип Бондаренко † (Україна), Еркі Віртанен (Фінляндія), Балдур Коцдон, Міхаель Шнайдер † (обидва - ФРН), Олександр Саричев † (СРСР), Фрідріх Хлубна † (Австрія), Вільмос Шнайдер † (Угорщина), Леопольд Шведовскі (Польща) |
| 1980 | Давид Гургенідзе, Анатолій Кузнєцов †, Леопольд Мітрофанов, Олександр Феоктістов (всі - СРСР), Алекс Каса † (Франція), Андре Фоссум † (Норвегія) |
| 1984 | Мілан Велімірович † (СФРЮ), Велімір Каландадзе †, Авенір Попандопуло †, Сергій Шедей † (Україна), Йозеф Корпонай, Ласло Лінднер † (обидва - Угорщина), Павлос Моутецідіс (Греція), Франциско Салазар † (Іспанія) |
| 1985 | Шльомо Зайдер † (Ізраїль) |
| 1988 | Венелін Алайков †, Красімір Гандєв † (обидва - Болгарія), Ян Валушка (Словаччина), Леонард Кацнельсон, Микола Кралін (обидва - Росія), Аурель Карпаті, Аттіла Корані (обидва - Угорщина), Йозеф Реттер (Ізраїль), Пйотр Рушчиньскі (Польща) |
| 1989 | Йоханан Афек (Ізраїль), Євгеній Богданов †, Віктор Мельниченко † (обидва - Україна), Альфредс Домбровскіс † (Латвія), Володимир Єрохін † (Росія), Важа Неїдзе † (Грузія), Юрій Сушков (Росія), Клаус Венда (Австрія), Франц Пахль (Німеччина) |
| 1990 | Жан Буайє † (Франція) |
| 1992 | Чель Відлерт (Швеція), Дітер Мюллер † (Німеччина), Манне Перссон † (Швеція), Нарайян Шанкар Рам (Індія), Юда Гох (Ізраїль) |
| 1993 | Урі Авнер † (Ізраїль), Федір Давиденко (Росія), Валентин Лук'янов † (Україна), Бернгард Шауер † (Німеччина) |
| 1995 | Пал Бенко (США), Удо Дегенер (Німеччина), Юрій Гордіан (Україна), Олег Перваков, Олексій Сочнєв (обидва - Росія) |
| 1996 | Юрай Брабец (Словаччина), Жан Хайман (Ізраїль) |
| 1997 | Хенк Прінс (Нідерланди) |
| 2001 | Камілло Гамнітцер (Австрія), Хуберт Гокель, Здравко Маслар † (обидва - Німеччина), Петер Гвоздяк (Сдщваччина), В'ячеслав Копаєв † (Росія), Колін Сайденхем (Велика Британія), Віктор Сизоненко (Україна), Гарі Фуджіаксіс (Греція) |
| 2004 | Віланд Брух, Торстен Лінс, Марсель Трібовскі (всі - Німеччина), Олександр Кисляк †, Іван Сорока (обидва - Україна), Золтан Лабай (Словаччина), В'ячеслав Пільченко, Микола Рябінін (обидва - Росія) |
| 2005 | Рето Ашванден (Швейцарія), Олександр Бахарєв (Росія), Штефан Дітріх, Бернд Елліндговен (обидва - ФРН), Василь Дячук, Сергій Ткаченко (обидва - Україна), Вацлав Котєшовец (Чехія), Людовіт Лачний, Штефан Совік (обидва - Словаччина), Хорхе Луїс (Аргентина), Маріо Парінелло (Італія), Джордж Сфікас (США), Янош Чак (Угорщина) |
| 2007 | Олександр Ажусін, Валерій Гуров, Віталій Коваленко, Андрій Селіванов, Анатолій Стьопочкін (всі - Росія), Нільс Бакке (Норвегія), Крістофер Джонс (Велика Британія), Хорхе Капрос (Аргентина), Сергій Смотров (Казахстан), Гартмут Лауе, Манфред Ріттірш, Торстен Цірквітц (всі - Німеччина), |
| 2008 | Зоран Гавріловски (Македонія), Міхал Драгун (Чехія), Гад Костеф (Ізраїль), Арпад Мольнар (Угорщина) |
| 2009 | Андрій Фролкін (Україна) |
| 2010 | Марек Квятковскі (Польща), Тьєрі ле Глер (Франція), Юрай Льорінц (Словаччина), Юрій Маркер (Росія), Свен Троммлер (Німеччина), Олександр Постніков (Україна), Франческо Сімоні (Італія), Крістен Йонссон (Швеція) |
| 2011 | Юрій Базлов, Андрій Високосов (обидва - Росія), Леонід Макаронець (Ізраїль), Данель Папак, Міхаель Герцберг (Німеччина) |
| 2012 | Ігор Агапов, Павло Арестов, Сергій Захаров, В'ячеслав Нефьодов, Сергій Осінцев, Яків Россомахо, Євген Фомічов (всі - Росія), Річард Беккер (США), Анатолій Василенко, Олександр Семененко, Роман Залокоцький, (всі - Україна), Дітер Вернер (Швейцарія), Менахем Віцтум (Ізраїль), Міхал Глінка, Ладіслав Салай (обидва - Словаччина), Вольфганг Діттман †, Фолькер Ципф (обидва - Німеччина), Драган Стойніч (Сербія), Мартін Гоффман (Швейцарія) |
| 2013 | Юрій Акобія † (Грузія), Дмитро Байбіков (Ізраїль), Еміль Клеманіч (Словаччина), Абделазіз Онкоуд (Марокко), Валерій Семененко (Україна), Борис Шорохов (Росія), Герард Смітс (Нідерланди) |
| 2014 | Євгеній Бурд, Арі Грінблат (обидва - Ізраїль), Валерій Копил (Україна), Хрістіан Пуассо (Франція), Олександр Сигуров (Росія), Віктор Волчек (Білорусь) |
| 2015 | Лев Грольман (Росія), Евгеніюш Іванов (Польща), Діян Костадінов (Болгарія), Геннадій Козюра (Україна), Герхард Малейка, Франк Ріхтер (обидва - ФРН), Крістофер Рівс (Велика Британія), Жак Ротенберг (Ізраїль), Мар'ян Врубель (Польща) |
| 2016 | Влайку Крішан, Пал Фараго (обидва - Румунія), Борислав Гадянскі (Сербія), Микола Колесник (Україна), Гіві Мосіашвілі (Грузія), Арно Тюнглер (Німеччина), Йозеф Галумбірек (Австрія), Карл Ларсен (Данія), Ладіслав Кнотек, Йозеф Моравец, Ладіслав Прокеш, Франтішек Ріхтер (всі - Чехія), Йоганнес Рітвельд † (Нідерланди) |
| 2017 | Паз Ейнат (Ізраїль), Віктор Капуста, Василь Крижанівський (обидва - Україна), Уве Карбовяк, Мартін Мінскі (обидва - Німеччина), Григорій Попов, Валерій Кіріллов (обидва - Росія), |
| 2018 | Юрій Горбатенко, Віталій Медінцев (обидва - Росія), Златко Міхайловскі (Македонія) |
| 2019 | Василь Марковцій (Україна), Сільвіо Байєр, Ральф Кречмер (обидва - Німеччина), Офер Комай (Ізраїль), Павло Мурашов (Росія) |
| 2020 | Владислав Тарасюк (Україна), Міхаель Барт (Німеччина), Марко Гвіда (Італія), Емануель Навон (Ізраїль), К.Г.С. Нарайянан (Індія), Стефен Слумпструп Нільсен (Данія), Вікторас Палюльоніс (Литва), Сергій Хачатуров, Олександр Панкратьєв (обидва - Росія) |